# Kugleblomst-familien
Kugleblomst-familien (Globulariaceae) bestod under det tidligere Cronquists system af arterne i slægten Kugleblomst (Globularia). I det nuværende, fylogenetiske system klassificeres de under Vejbred-familien (Plantaginaceae).

## Eksterne links
- Wikimedia Commons har flere filer relateret til Kugleblomst-familien

- Wikispecies har taksonomi med forbindelse til  Kugleblomst-familien

| Botanik | Spire Denne botanikartikel er en spire som bør udbygges. Du er velkommen til at hjælpe Wikipedia ved at udvide den. |